# تشيان هونج
تشيان هونج (بالصينية: 钱红) هي لاعبة كرة الريشة صينية، ولدت في 13 يونيو 1976 في جيانغسو في الصين.

## وصلات خارجية
- تشيان هونج على موقع BWF.tournamentsoftware.com (الإنجليزية)
- تشيان هونج على موقع BWFbadminton.com (الإنجليزية)